# Maurimárcia
Maurimárcia é um sub-bairro, pertencente ao bairro Piabetá, no sexto distrito do município brasileiro de Magé, no estado do Rio de Janeiro.

## História
Está localizado no bairro de Piabetá, no 6° distrito do município, Vila Inhomirim. Possui uma infraestrutura de um bairro pois nele fica sediado o fórum de Vila Inhomirim, a 66° delegacia policial, uma ONG (CODECIM) e três escolas públicas, sendo que duas são municipais e uma estadual (CIEP).
A localidade passa por uma fase de intenso abandono, pois a prefeitura não promove obras de saneamento básico.